# Hongaarse Nationale Raad

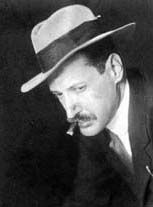
Graaf Mihály Károlyi

De Hongaarse Nationale Raad (Hongaars: Magyar Nemzeti Tanács) was een instelling uit de overgangstijd tussen het koninkrijk Hongarije en de Democratische Republiek Hongarije van 1918. Op het partijcongres van de Sociaaldemocratische Partij van Hongarije (MSzDP) in oktober 1918 eiste de links-socialistische minderheid rond de persoon van József Pogány een zelfstandig Hongaars bestuur, gebaseerd op raden van arbeiders en soldaten. Zsigmond Kunfi kon echter forceren dat de MSzDP een verbond aanging met de links-liberale 48-Partij van graaf Mihály Károlyi en de Radicale Burgerpartij van Oszkár Jászi. Deze drie partijen richtten op 25 oktober 1918 de Hongaarse Nationale Raad op, die werd voorgezeten door János Hock.
De Nationale Raad legde een twaalfpuntenprogramma op tafel en eiste onder andere:
- een onmiddellijke beëindiging van de oorlog,
- de Hongaarse onafhankelijkheid van Wenen,
- de erkenning van de rechten van de minderheden (zoals Roemenen, Slovaken, Kroaten...) door middel van een federatie,
- een verregaande landbouwhervorming,
- vrijheid van vergadering,
- vrijheid van vereniging,
- vrijheid van meningsuiting,
- algemeen enkelvoudig stemrecht dat ook voor vrouwen geldt.

Keizer Karel I van Oostenrijk, tevens koning van Hongarije onder de naam Karel IV, ontsloeg eind oktober premier Sándor Wekerle, om vervolgens tijdelijk János Hadik aan te stellen als premier. Na de Asterrevolutie werd uiteindelijk de "rode graaf" Károlyi tot premier benoemd. Op 16 november 1918 droegen de afgevaardigden van de Hongaarse Rijksdag, die nog vóór de oorlog waren verkozen, het opperste staatsgezag over aan de regering-Károlyi, die de Democratische Republiek Hongarije uitriep.
In maart 1919 werd de Democratische Republiek al omver geworpen door de communisten, die de Hongaarse Radenrepubliek installeerden. De Radenrepubliek werd in augustus dat jaar ontbonden, toen Roemeense troepen tijdens de Hongaars-Roemeense Oorlog Boedapest bezetten. Na een periode van zogenaamde Witte Terreur en de kortstondige Hongaarse Republiek, werd in 1920 opnieuw het Koninkrijk Hongarije uitgeroepen, onder leiding van admiraal Miklós Horthy.

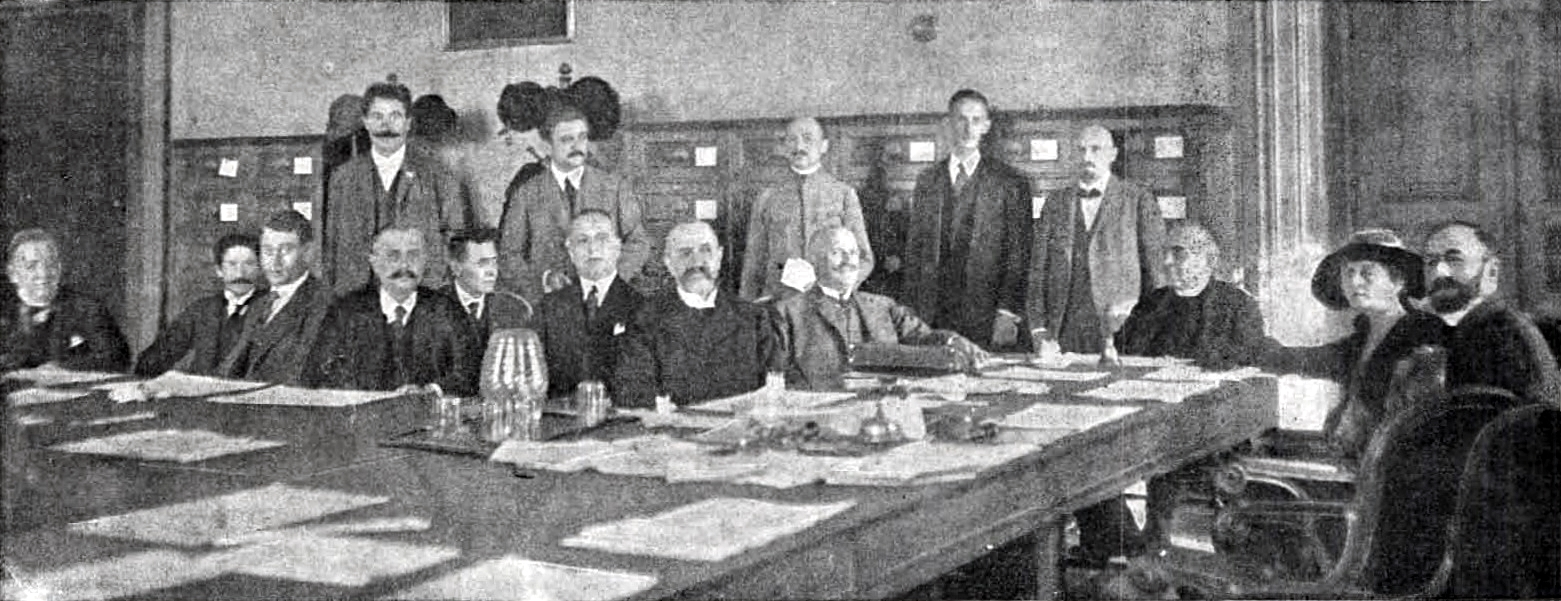
De Hongaarse Nationale Raad in november 1918